# Asphalt Overdrive
Asphalt Overdrive est un jeu vidéo sorti en 2014 développé et édité par Gameloft. C'est un spin-off de la série Asphalt et le onzième titre au global. Le jeu est annoncé en juin 2014 lors de l'E3 et est sorti le 24 septembre 2014 sur iOS, Android et Windows Phone. Le jeu n'est officiellement plus pris en charge depuis 2016.

## Accueil
Le jeu a actuellement une note de 59/100 sur Metacritic. TouchArcade a attribué au jeu une note de 2 étoiles sur 5. 